# Joan Crespí Fiol

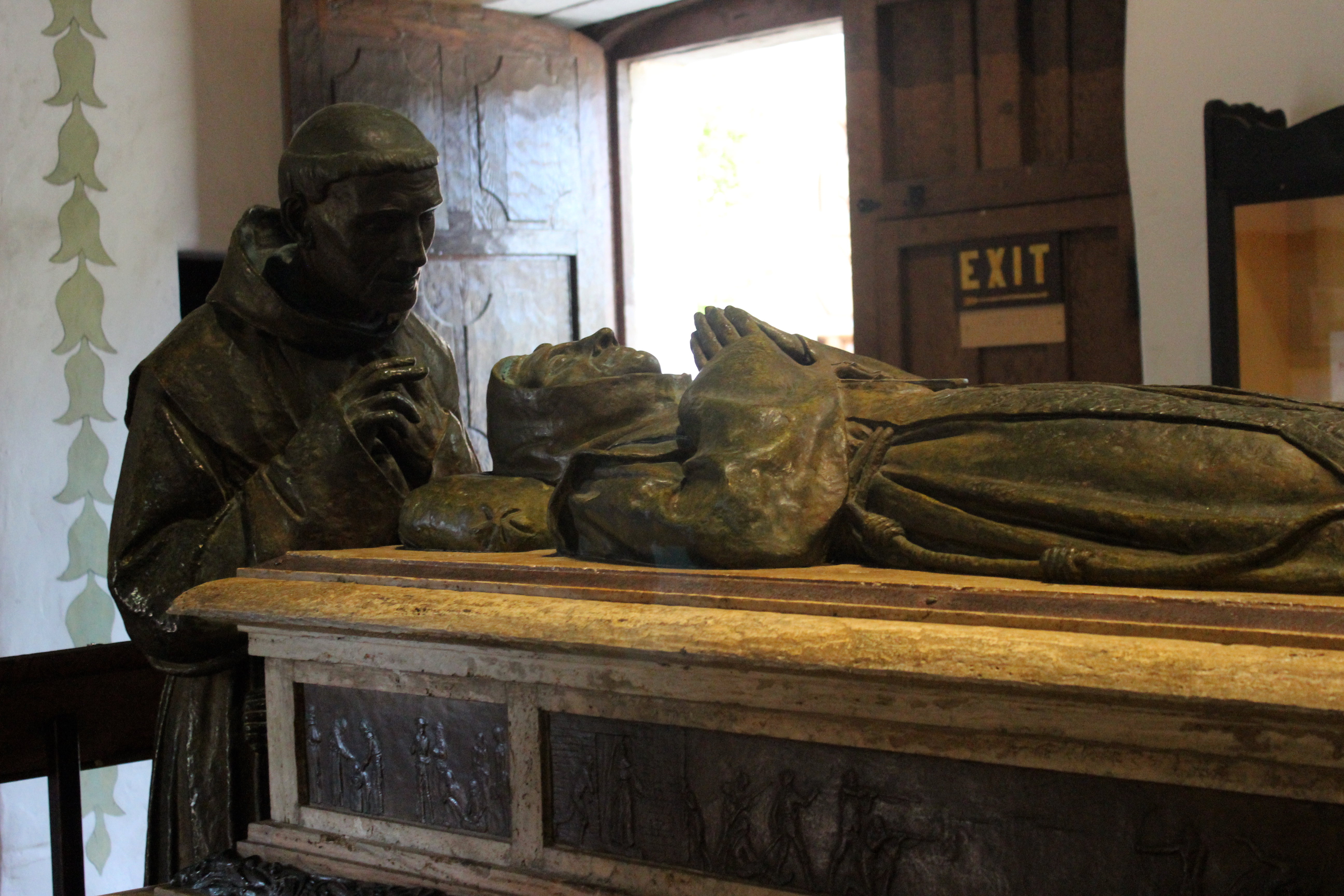
Cenotafio de San Junípero Serra en la Misión San Carlos Borromeo, Carmel-by-the-Sea (1924); Padre Juan Crespí, que falleció antes que Serra, se sitúa a la cabeza, rezando por él

Joan Crespí Fiol (Palma de Mallorca, 1 de marzo de 1721-Carmel-by-the-Sea, 1 de enero de 1782) fue un misionero franciscano y explorador en el Suroeste de Estados Unidos, de nacionalidad española.

## Trayectoria
Arribó a América en 1767, y se trasladó a la península de Baja California donde se hizo a cargo de la Misión de La Purísima Concepción.
En 1769 se unió a la expedición de Gaspar de Portolá para ocupar San Diego y Monterey, continuando hacia el Norte hasta Portola.
En 1770, fundó la Misión San Carlos Borromeo de Carmelo, actualmente Carmel, que se convirtió en su sede principal.
Fue capellán de la expedición al Pacífico Norte, realizada por Juan José Pérez Hernández, en 1774.
Sus memorias, publicadas en 1927 y reimpresas en 1971, suministraron un valioso testimonio de aquellas expediciones.